# Le Bureau des assassinats
Le Bureau des assassinats (titre original : The Assassination Bureau, Ltd) est un roman américain inachevé de Jack London, complété par Robert L. Fish et paru de façon posthume en 1963 — soit près d'un demi-siècle après la mort de son auteur. La version française paraît l'année suivante.

## Résumé
Le bureau des assassinats est un syndicat d'assassins qui tuent pour de l'argent, mais seulement quand le meurtre est justifié. Un client  se présente et obtient habilement l'engagement de tuer une personne avant de livrer le nom de la victime : Ivan Dragomiloff, alias Monsieur Constantine, fondateur et cerveau du très secret et très moral Bureau des Assassinats, accepte ainsi de signer son propre arrêt de mort et se trouve embarqué dans une mortelle partie de cache-cache pleine de surprises et de rebondissements.

## Adaptation au cinéma
- 1969 : Assassinats en tous genres (The Assassination Bureau), film britannique réalisé par Basil Dearden.